# Redoksymetria
Redoksymetria (lub redoksometria) - dział chemii analitycznej, zbiór technik miareczkowych w których wykorzystuje się reakcje redoks. 
Redoksymetria dzieli się na:
- oksydymetrię - miareczkowanie mianowanymi roztworami utleniaczy,
- reduktometrię - miareczkowanie mianowanymi roztworami reduktorów.

Oksydymetria i reduktometria dzielą się na kilka metod w zależności od związku będącego titrantem
Do typowych metod oksydometrycznych należą:
- manganometria - jako utleniacz stosowany jest KMnO4
- cerometria - jako utleniacz stosowany jest Ce(SO4)2
- chromianometria - jako utleniacz stosowany jest K2Cr2O7 lub K2CrO4
- bromianometria - jako utleniacz stosowany jest KBrO3

Do typowych metod reduktometrycznych należą:
- tytanometria - jako reduktor stosuje się związki tytanu(III), najczęściej TiCl3
- ferrometria - jako reduktor stosowany jest roztwór FeSO4
- jodometria - jako reduktor stosowany jest roztwór tiosiarczanu, najczęściej Na2S2O3